# زنبق شیری
زنبق شیری (نام علمی: Iris lactea) نام یک گونه از سرده زنبق است.